# Mostra de Venise 1980
La Mostra de Venise 1980, 37e édition du festival international du film de Venise (37ª edizione della Mostra internazionale d'arte cinematografica), est un festival de cinéma qui se tient du 28 août au 8 septembre 1980 à Venise, en Italie.

## Jury
- Suso Cecchi D'Amico (président, Italie), Youssef Chahine (Égypte), Marlen Khoutsiev (URSS), Michel Ciment (France), Umberto Eco (Italie), Gillo Pontecorvo (Italie), Andrew Sarris (É.-U.), George Stevens Jr. (É.-U.), Margarethe von Trotta (RFA).

## Palmarès
- Lion d'or pour le meilleur film : Atlantic City de Louis Malle et Gloria de John Cassavetes.